# Maria da Assunção
Maria da Assunção av Portugal, född 1805, död 1834, var en portugisisk prinsessa. Hon stod nära sin bror Mikael I av Portugal och intog en framträdande plats under hans regering. Syskonparet var föremål för skandalartade rykten på grund av sin nära relation. Hon var dotter till Johan VI av Portugal och Charlotta Joakima av Spanien.